# Commissie Ruimtelijke Kwaliteit en Erfgoed
De Commissie Ruimtelijke Kwaliteit en Erfgoed (CRKenE) geeft het college van een Nederlandse gemeente advies over aanvragen omgevingsvergunningen en bij ruimtelijke ontwikkelingen. Ze opereert onafhankelijk van een politieke partij of organisatie. De commissie werkt zorgvuldig volgens de richtlijnen beschreven in de welstandsnota. De adviezen die gegeven worden zijn niet bindend voor de Burgemeester en Wethouders, maar kunnen doorslaggevend zijn bij projecten, hetzij verbouwingen van woningen en of andere zaken, die in het ruimtelijk domein van invloed zijn.
De door de CRK&E gegeven adviezen worden getoetst aan de bepalingen, opgenomen in de nieuwe omgevingswet.
De CRK&E geeft onafhankelijke adviezen over verschillende onderwerpen:
- Welstand
- Monumenten
- Ruimtelijke kwaliteitsaspecten van ruimtelijke plannen die in voorbereiding zijn
- Stedenbouwkundige, landschappelijke en architectonische ontwikkelingen die belangrijk zijn voor de ruimtelijke kwaliteit in de omgeving
- Initiatieven en plannen voor kunst in de openbare ruimte

## Samenstelling
De commissie bestaat uit verschillende leden met een diverse achtergrond, die voorgedragen worden door Burgemeester en Wethouders:
- architect(en)
- restauratiearchitect
- architectuurhistorica
- eventueel een burger uit de gemeente met kennis van de lokale historie en belangstelling op het gebied van ruimtelijke ordening

De Termijn waarin een lid deelneemt aan de commissie is 3 jaar, met een eventuele verlenging met nog 3 jaar.
Leden van het gemeentebestuur (gemeenteraad en college van burgemeester en wethouders) kunnen geen lid zijn van de adviescommissie. 
Bij de grotere gemeenten in Nederland is zo´n commissie werkzaam en meestal verdeeld in subcommissies die zich op deelterreinen bezighouden.
Niet alle gemeenten in Nederland beschikken over zo´n commissie, om te voldoen aan de wetgeving wordt dan een externe persoon ingehuurd om advies te geven.
Bij de Gemeente Gooise Meren is een CRK&E  sinds 1993 werkzaam en bestaat die uit een subcommissie. 

## Toekomst
Onder de nieuwe Omgevingswet moeten gemeenten een Gemeentelijke adviescommissie instellen. Die commissie is in de Omgevingswet verplicht gesteld, en heeft in ieder geval tot taak te adviseren over de aanvragen om een omgevingsvergunning voor een rijksmonumentenactiviteit met betrekking tot een gebouwd of aangelegd rijksmonument. Alle gemeenten met dergelijke rijksmonumenten op hun grondgebied dienen dus een dergelijke commissie in te stellen. De bestaande commissies voor ruimtelijke kwaliteit, welstand en monumenten komen niet meer terug, echter een Welstandscommissie of commissie Ruimtelijke kwaliteit kan naast de gemeentelijke adviescommissie blijven bestaan indien een gemeente dit wenst voor kwaliteit en continuïteit.
Ten opzichte van een commissie ruimtelijk kwaliteit en erfgoed kan een gemeentelijke adviescommissie ook op regionale of provinciale schaal werken en adviseren aan meerdere gemeenten, mits de commissie wordt ingesteld en de individuele leden worden benoemd door elke betrokken gemeenteraad.
De gemeentelijke commissie moet ten minste beschikken over enkele leden die deskundig zijn op het gebied van cultuurhistorie, bouw- en architectuurhistorie, restauratie, landschap en stedenbouw.